# Marine, Vîsokopillea
Marine (în ucraineană Мар'іне) este un sat în comuna Zaricine din raionul Vîsokopillea, regiunea Herson, Ucraina.

## Demografie
Componența lingvistică a localității Marine
     Ucraineană (92,31%)
     Rusă (4,62%)
     Română (3,08%)
Conform recensământului din 2001, majoritatea populației localității Marine era vorbitoare de ucraineană (92,31%), existând în minoritate și vorbitori de rusă (4,62%) și română (3,08%).